# Німеччина самоліквідується
Німеччина самоліквідується (нім. Deutschland schafft sich ab, підзаголовок: «Як ми ставимо на карту нашу країну», нім. Wie wir unser Land aufs Spiel setzen) — книга Тіло Сарацина, що вийшла в Німеччині 2010 році і відкрито говорить про шкідливість мусульманської імміграції для Європи. Книга викликала значний суспільний резонанс ще навіть до того, як вийшла з друку.

## Зміст
Сарацин описує в «Німеччина самоліквідується» наслідки, що виникли в Німеччині, на його думку, внаслідок накладання зниження народжуваності, зростання неосвіченості населення та імміграції в переважній більшості з мусульманських країн. 
Книга замислювалася як робота про соціальну державу і як аналіз проблем соціальної держави в сучасній Німеччині.
Але Сарацин не зупинився на сухому аналізі. Він ставить такі питання: Чому люди живуть за рахунок соціальної допомоги? Чи сприяє ця допомога розвитку людського капіталу? Чому в Німеччині народжується так мало дітей, до того ж у людей, що живуть на соціальні виплати, дітей більше, ніж у працюючих і освічених? Чому середній освітній рівень знижується, а діти із бідних сімей погано вчаться? Чому міграція в ФРН не грає тієї ролі, що в США і Канаді, а мігранти так погано інтегруються, й значна частина дітей мігрантів погано вчиться в школах?

## Реакція в суспільстві
Книга вийшла 30 серпня з початковим накладом у 25 000 примірників і була розкуплена ще до виходу з друку. Вона ще до публікації викликала значну увагу засобів масової інформації. Газети «Дер шпіґель» та «Більд» навіть надрукували наперед витримки з книги. В листопаді того ж року з друку вийшов 14-й наклад книги.
Політики, ЗМІ та науковці піддали жорсткій критиці Сарацина, якому вони закидали, що він підтримує расизм, соціальний дарвінізм, євгеніку та псевдонауку. Президія Соціал-демократичної партії Німеччини постановила ще під час презентації книги розпочати партійний процес врегулювання з метою виключити Сарацина з партії. Правління Федерального банку Німеччини вбачило в діях Сарацина порушення політичної коректності, що підірвало імідж організації, внаслідок чого вимагало звільнення Сарацина і вилучення з-під його відомства всіх без винятку підрозділів підприємства. Сарацин, що до того відмовлявся добровільно піти з банку, випередив вимогу правління банку, подавши сам прохання про відставку Федеральному президенту Німеччини Крістіану Вульфу. 1 жовтня 2010 року Сарацин був офіційно відсторонений від посади члена правління Федерального банку Німеччини.
В жовтні 2010 року канцлер Німеччини Ангела Меркель фактично підтримала Сарацина заявивши, що Німеччина не в змозі обійтися без іммігрантів, але вони повинні інтегруватися і прийняти німецьку культуру і цінності. «Ми керувалися ідеєю мультикультуралізму і вважали, що будемо жити поруч і цінувати один одного, але такий підхід провалився, цілком провалився» — підкреслила Меркель.